# Oudatchny
Oudatchny (en russe : Удачный) est une ville de la république de Sakha, en Russie. Sa population s'élevait à 11 835 habitants en 2017

## Géographie
Oudatchny se trouve en Sibérie, sur les rives de la rivière Daldyne et de son affluent le Sytykan. La rivière Daldyne est elle-même un affluent gauche de la rivière Markha (bassin de la Léna). La ville se trouve sur le plateau de la Viliouï, à une quinzaine de kilomètres au sud du cercle polaire arctique, à 970 km au nord-ouest de la capitale régionale, Iakoutsk, et à 3 920 km à l'est de Moscou.
Sur le plan administratif la ville d'Oudatchny fait partie du raïon de Mirny.
La ville est constituée de trois bourgs éloignés de quelques kilomètres les uns des autres : Nadiochny, Novy Gorod et Poliarny.

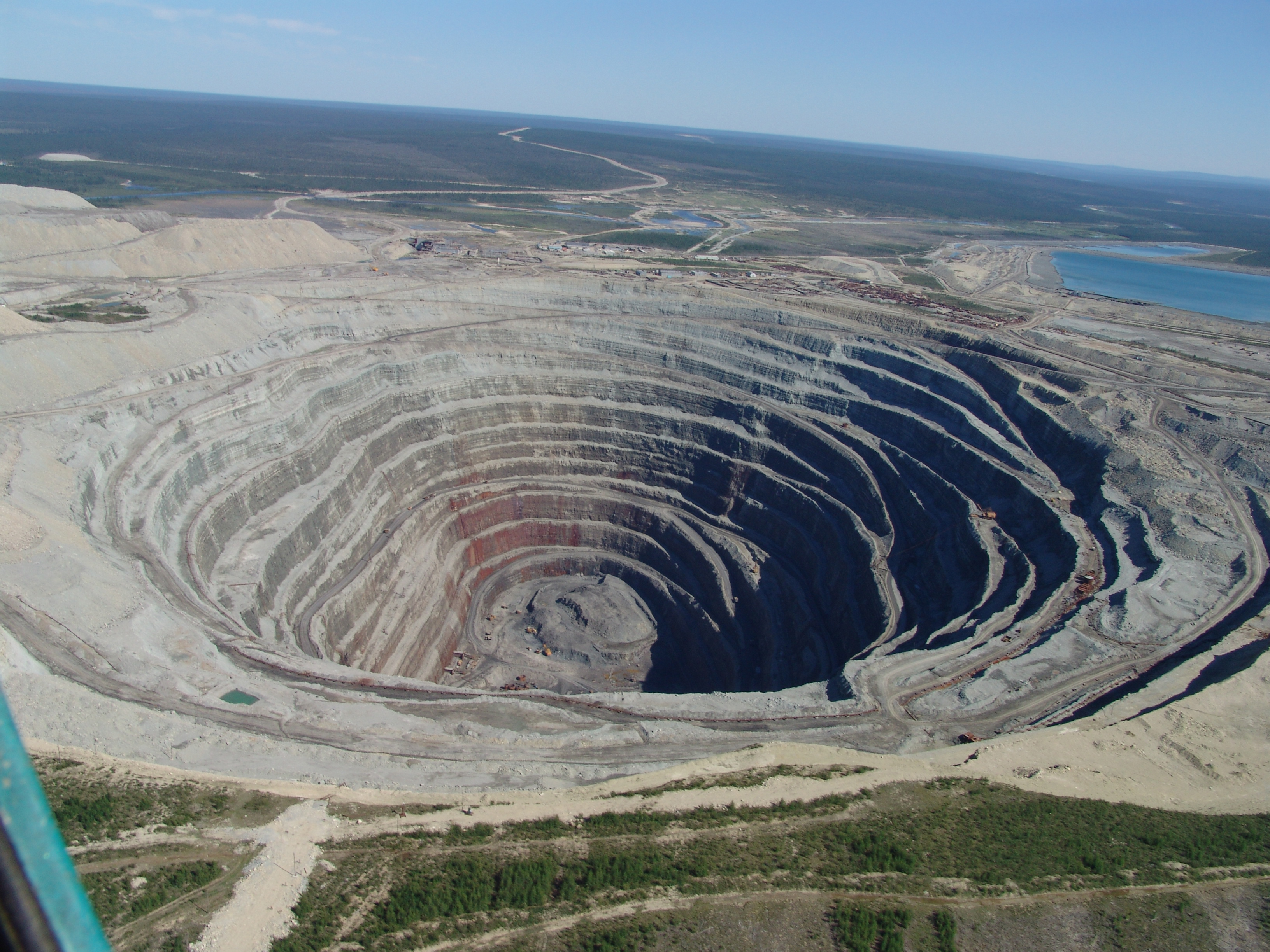
La mine de diamant Oudatchnaïa.
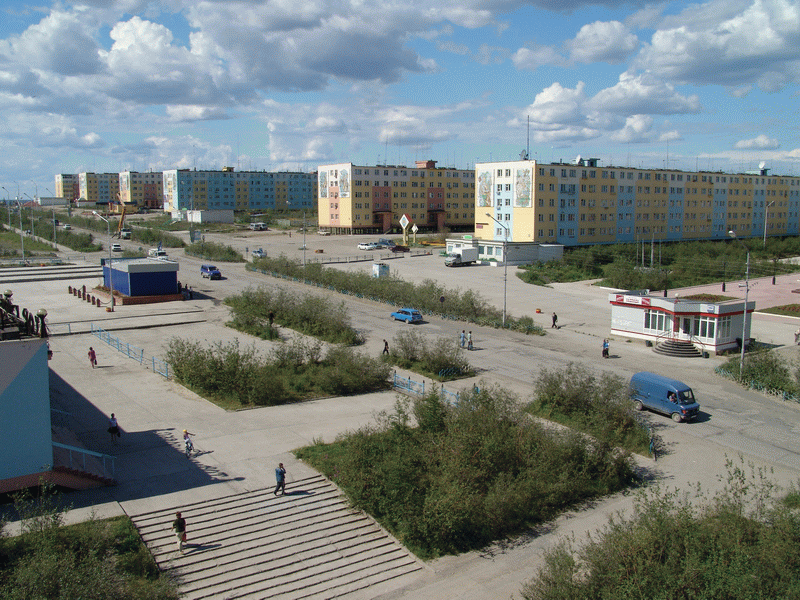
Quartier résidentiel d'Oudatchny.

## Histoire
En 1955, une colonne de kimberlite diamantifère dénommée Oudatchnaïa est découverte, mais n'est pas mise en exploitation, car le gisement découvert à Mirny situé 500 km plus au sud lui est préféré. En 1968, une agglomération est baptisée d'après le nom du gisement (oudatchny et oudatchnaïa sont des adjectifs dérivés d'oudatcha qui signifie chance, réussite). En 1967, l'agglomération obtient le statut de ville.
Le 2 octobre 1974, à 2,5 km au nord de l'agglomération, non loin de la mine de diamants, un engin nucléaire d'une puissance de 17 kilotonnes enterré à faible profondeur (85 m) est mis à feu. Cette explosion à des fins civiles avait été baptisée Cristal. Initialement, huit explosions étaient programmées pour permettre de creuser une cuvette destinée à recueillir les eaux utilisées pour traiter le minerai. La pollution radioactive engendrée par l'explosion arrêta prématurément ce programme. Ce n'est que 18 ans plus tard qu'un sarcophage de pierres épais de 20 m fut posé sur le lieu de l'explosion.

## Population
Recensements (*) ou estimations de la population
| 1970* | 1979*  | 1989*  | 2002*  | 2010*  |
| ----- | ------ | ------ | ------ | ------ |
| 2 036 | 11 604 | 19 603 | 15 698 | 12 613 |

| 2012   | 2013   | 2015   | 2016   | 2017   |
| ------ | ------ | ------ | ------ | ------ |
| 11 850 | 11 674 | 11 564 | 11 695 | 11 835 |

## Transports
Oudatchny possède un aéroport et est reliée par une route à la ville de Mirny, située 500 km plus au sud ainsi qu'à Lensk (746 km), port fluvial situé sur la Léna.